# Prinz-Arisugawa-Gedächtnispark

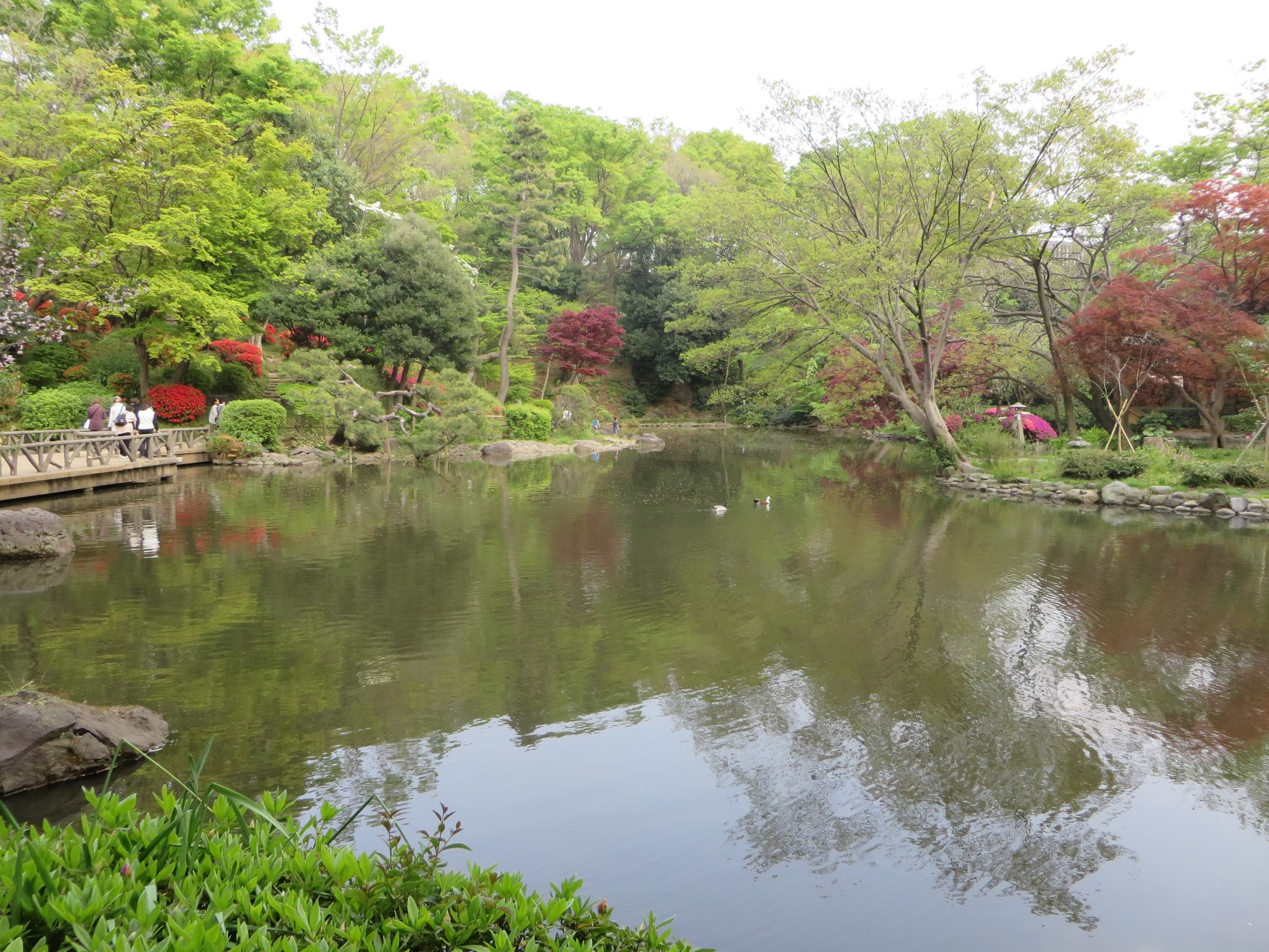
Am Teich des Parks

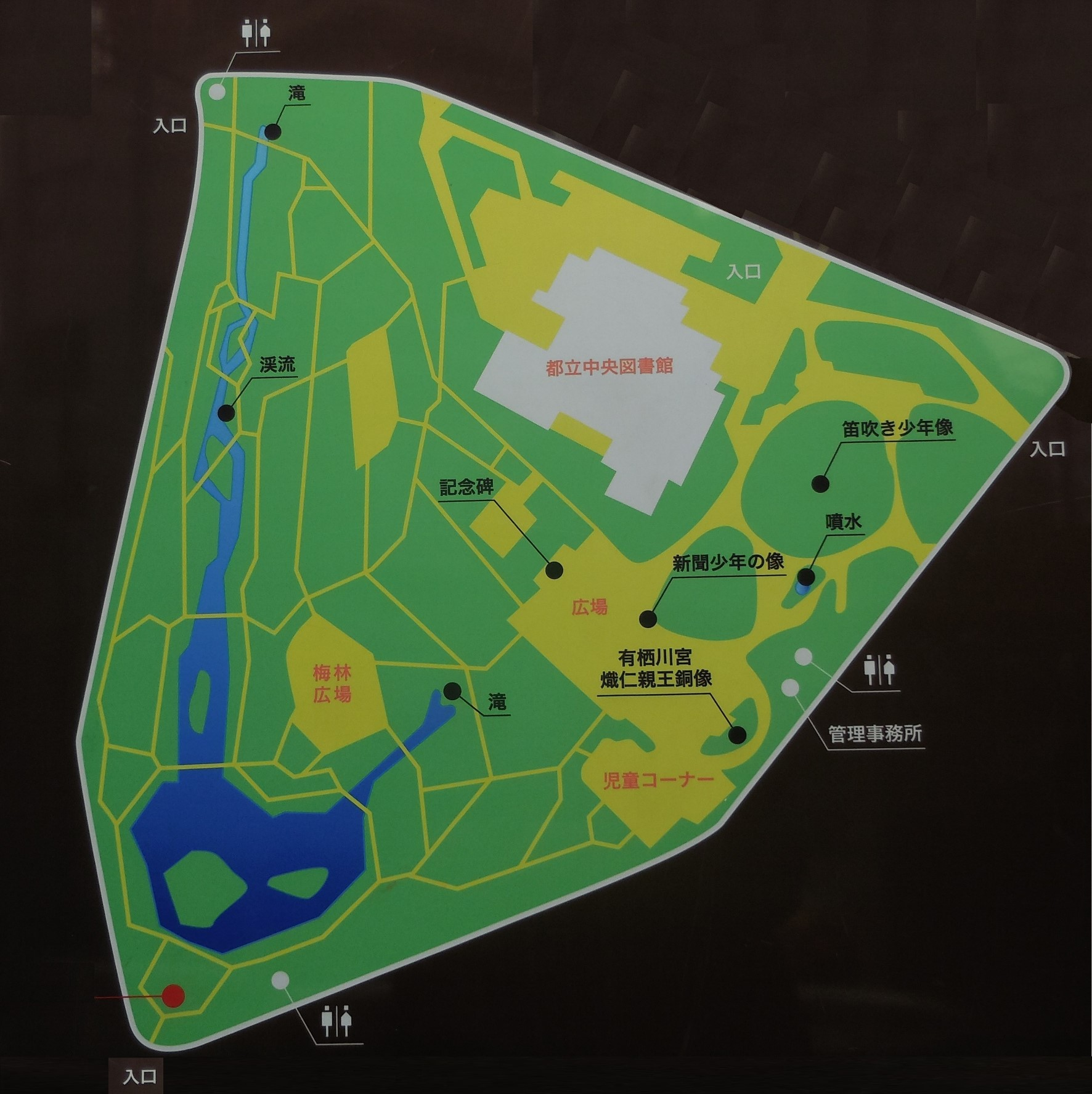
Plan des Parks

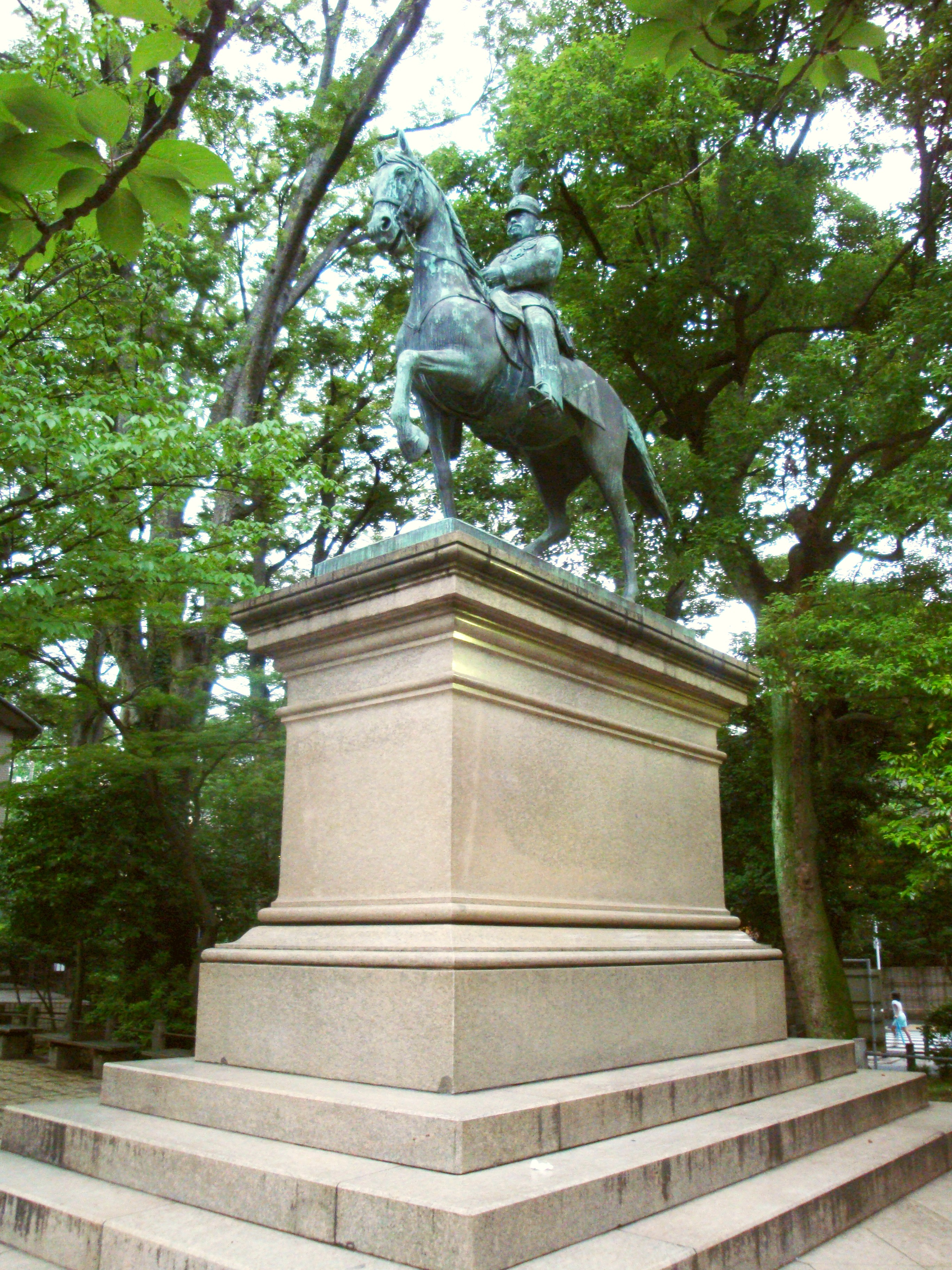
Prinz Arisugawa

Der Prinz-Arisugawa-Gedächtnispark (japanisch 有栖川宮記念公園, Arisugawa-no-miya kinen kōen) im Stadtteil Minami-Azabu des Tokioter Bezirks Minato ist durch Umwandlung des früheren Geländes des Prinzen Arisugawa Takehito (1862–1913) im Jahr 1934 entstanden. Seit 1975 ist der Bezirk Minato für den Park zuständig.
Das nach Südwesten abfallende Parkgelände am Rande der Azabu-Anhöhen nutzte in der Edo-Zeit der Nambu-Klan aus (Morioka) als Außenresidenz (shimoyashiki).  Ab 1896 wurde das Gelände von Prinz Arisugawa Takehito, Halbbruder und Nachfolger des Prinzen Arisugawa Taruhito, genutzt. Da seine Kinder früh starben, kam das Gelände an die kaiserliche Familie Takamatsu. Prinz Takamatsu Nobuhito (1905–1987), der dritte Sohn des Kaisers Taishō, schenkte etwa die Hälfte des Geländes (36.325 m²) am 5. Januar 1934 in Erinnerung an Prinz Arisugawa der Stadt, die unverzüglich den Park für Besucher einrichtete und ihn bereits am 17. November 1934 eröffnen konnte.
Später wurde auch die nordöstliche Hälfte mit einbezogen. Seitdem gehören die dortigen Sportanlagen (Tennisplätze und ein Baseball-Feld) zum Park. Auch die große Zentralbibliothek der Präfektur Tokio befindet sich im Park. Mit diesem, ebenfalls mit Bäumen bestandenen Teil beträgt die Gesamtfläche 67.131 m².

## Der Park
Der Park bewahrt die Idee des ursprünglichen Wandelgartens der Edo-Zeit. So besitzt er im unteren Teil einen bogenförmigen Teich, der von zwei Wasserläufen gespeist wird. Vor allem der tief eingeschnitten westliche Wasserlauf, der von einer kleinen Brücke überquert wird, gibt dem Park seine besondere Note.
Bei der Umgestaltung des Parks im 20. Jahrhundert kamen vielen Blütensträucher in den Park. So finden sich neben Ahorn, Kiefern, Kirsche, Pflaume auch Azaleen, Blüten-Hartriegel im Park. Am Teich blühen Schwertlilien, auf den Wasserflächen sind zahlreiche Vögel zu sehen.
Im Park befindet sich ein Reiterstandbild des Prinzen Arisugawa Taruhito, das im Jahre 1962 vom Gelände des Japanischen Generalstabs hierher versetzt wurde.

## Bilder zum Park

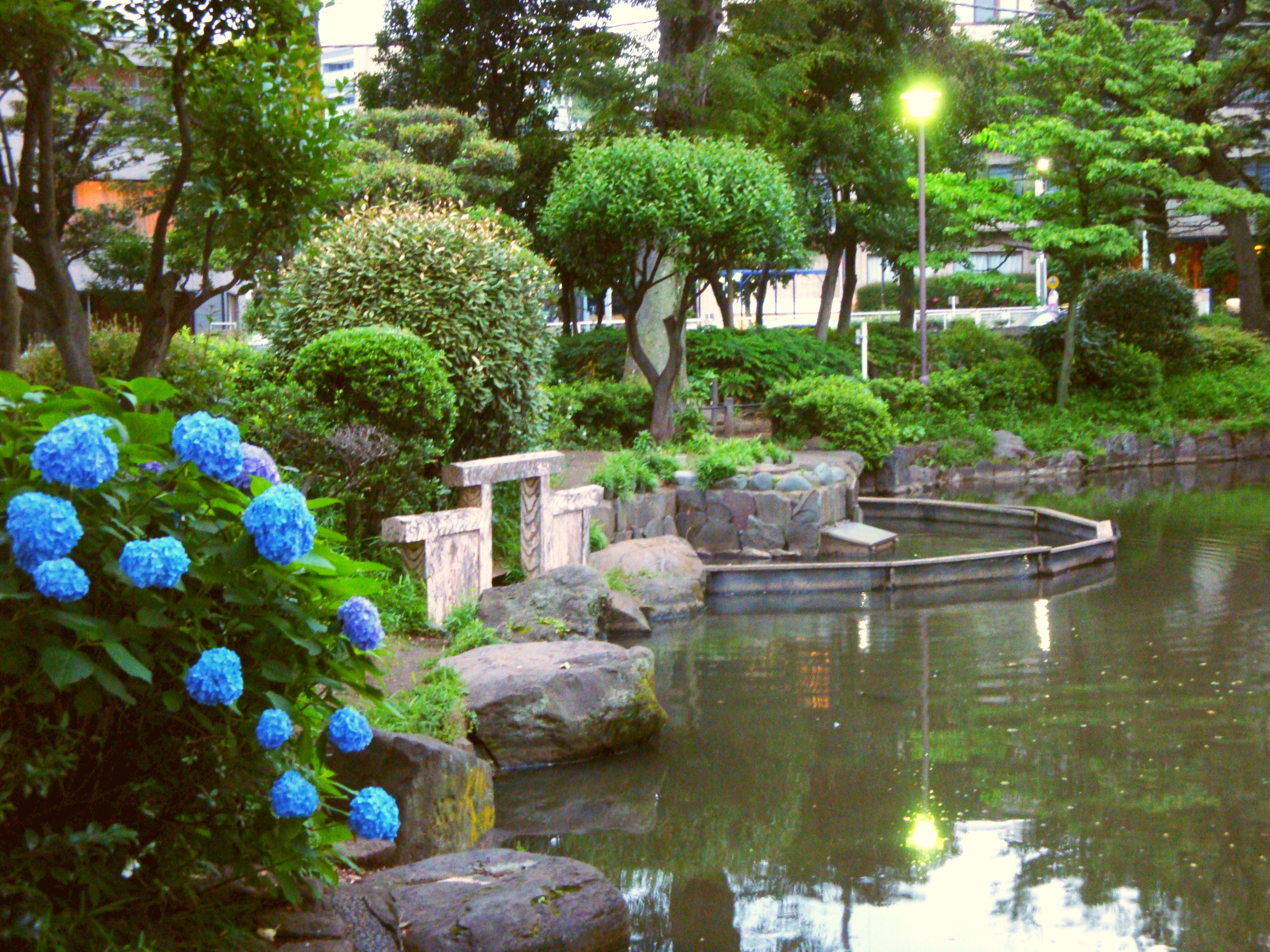
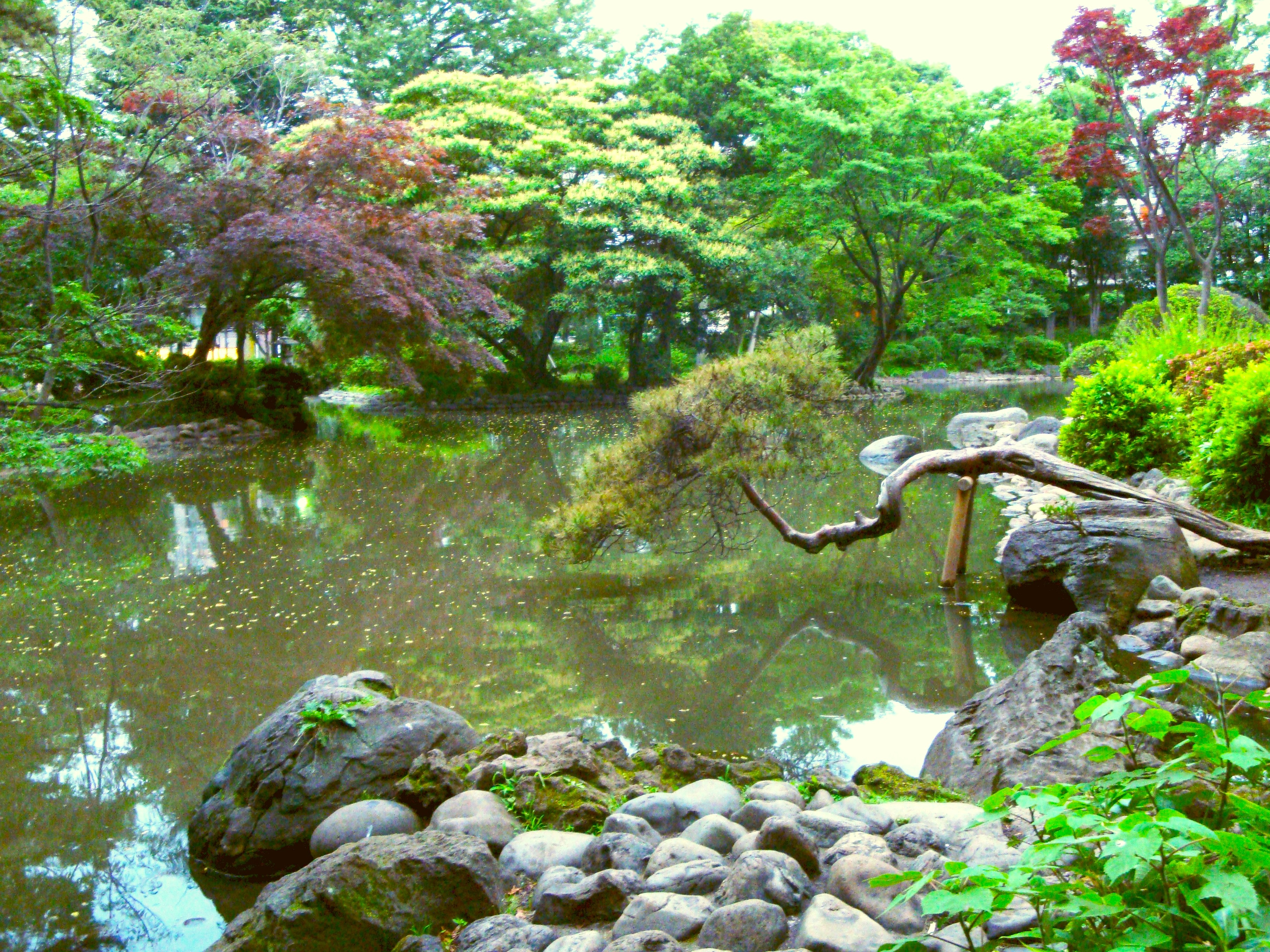
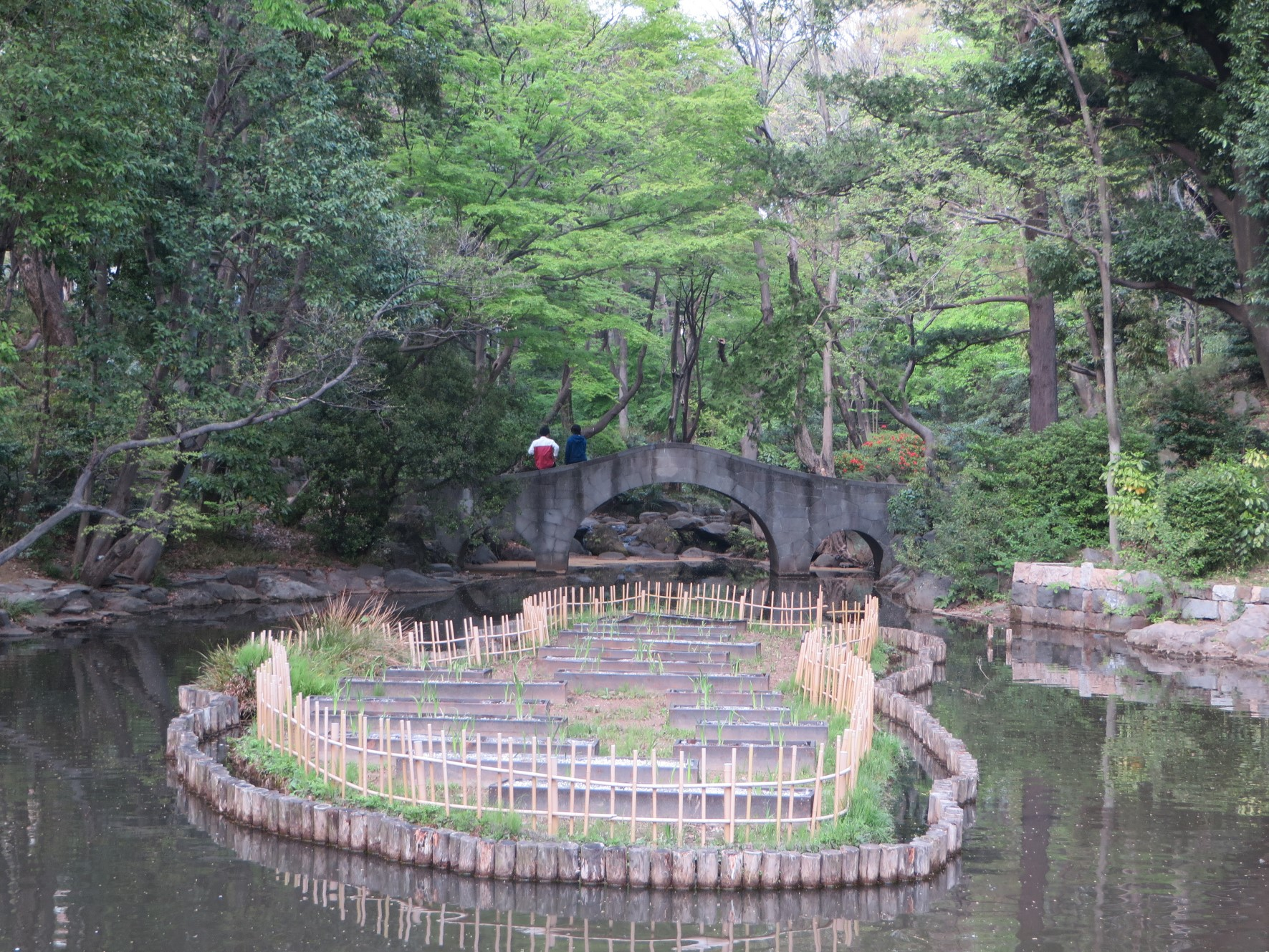
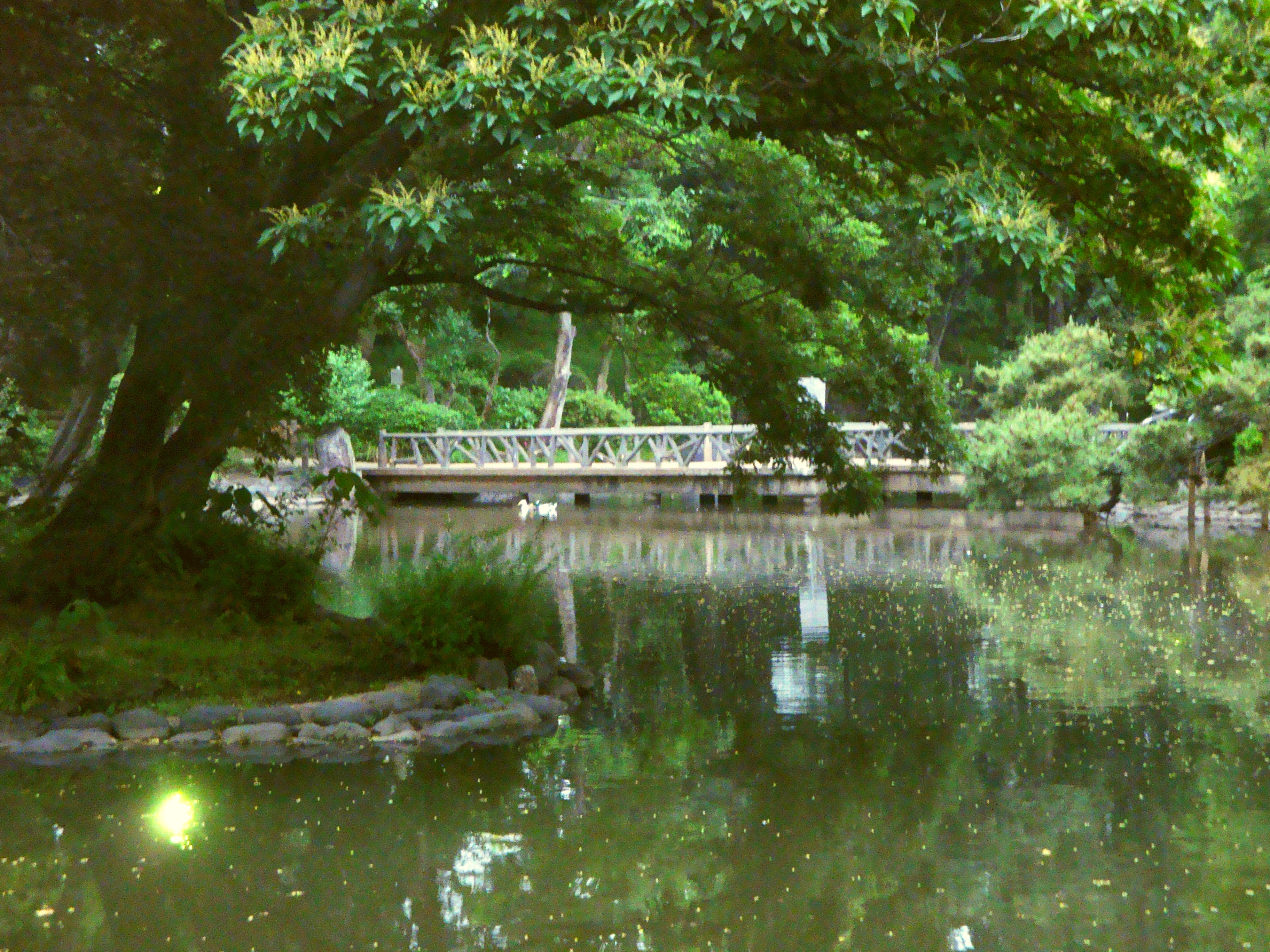
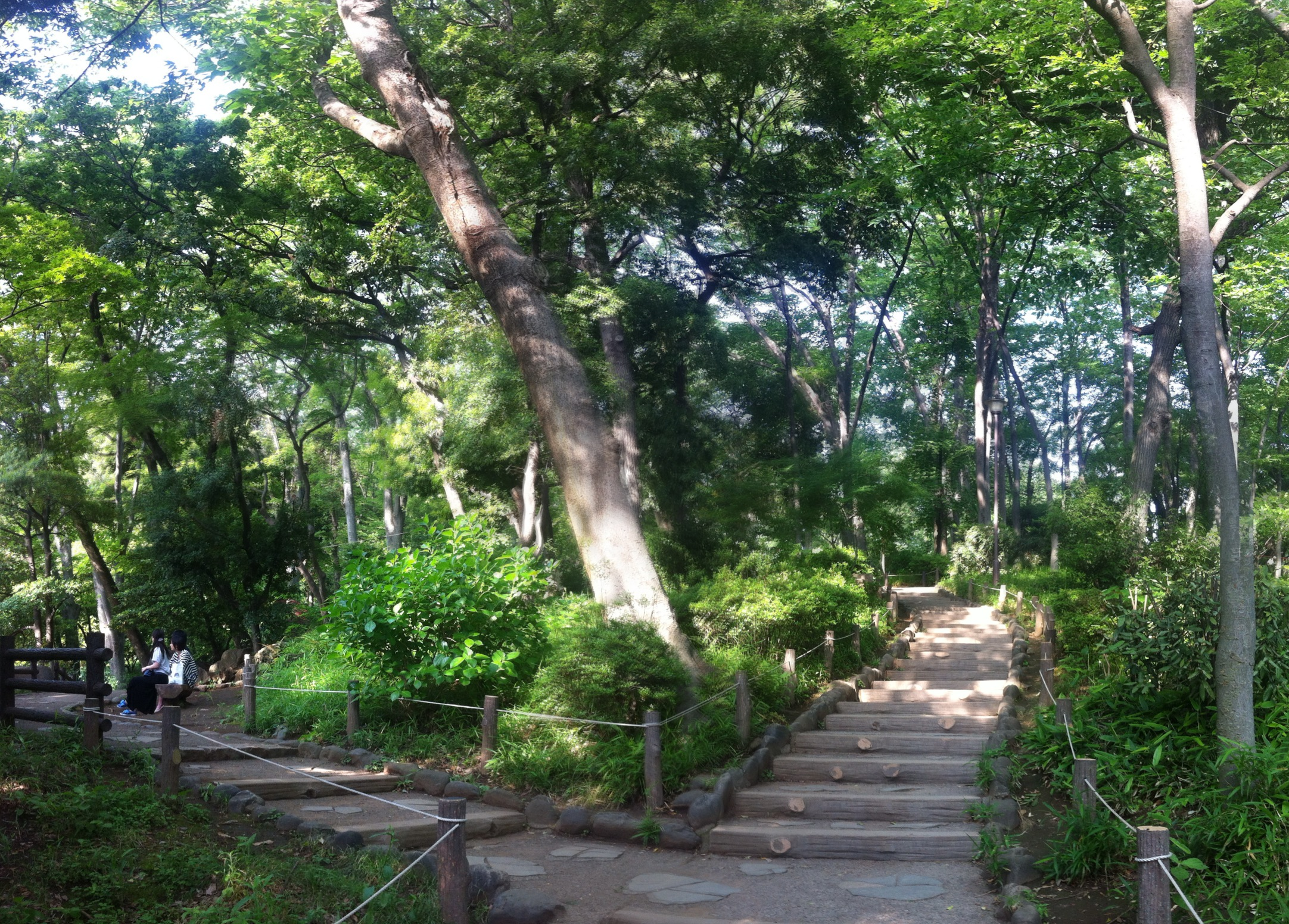
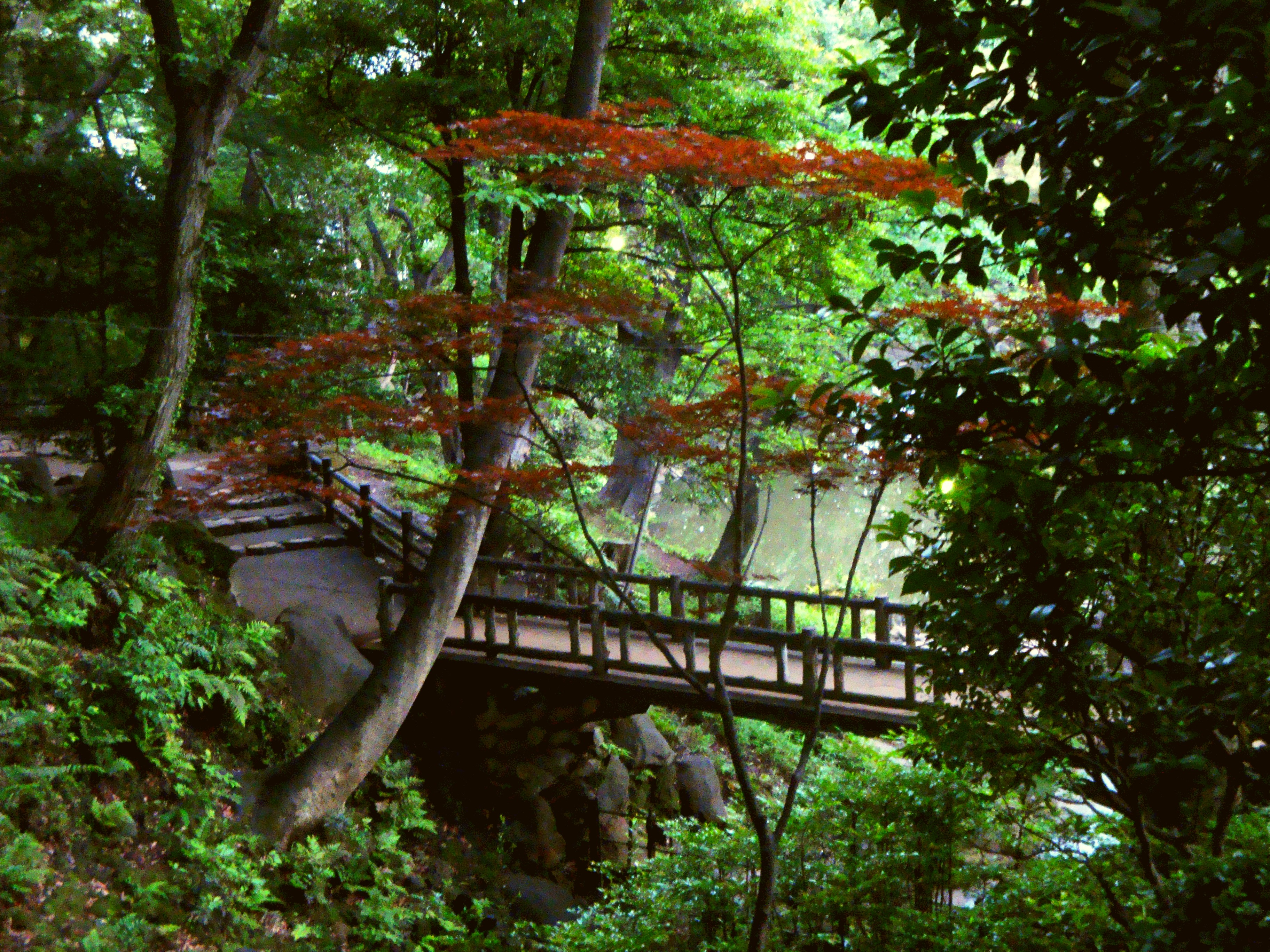

## Quelle
- Texterläuterung und Plan des Gartens auf Tafeln am Park.